# Gablenz
Gablenz (alt sòrab: Jabłońc) és un municipi alemany que pertany a l'estat de Saxònia. Limita amb els municipis de Jämlitz-Klein Düben (N) al districte de Spree-Neiße (Brandenburg), Bad Muskau (O), Krauschwitz (SO), Weißwasser (S) i Groß Düben (W).

## Ajuntament
| Partit       | Regidors al Gemeinderat | Vots el 2009 | Vots el 2004 |
| ------------ | ----------------------- | ------------ | ------------ |
| CDU          | 6                       | 42,5%        | 42,0%        |
| SPD          | 2                       | 17,4%        | 07,1%        |
| Die Linke    | 2                       | 14,8%        | 21,0%        |
| UWVGK        | 1                       | 11,9%        | –            |
| Freie Wähler | 1                       | 10,3%        | 23,8%        |